# Liga de Voleibol Superior Femenino 2003
La Liga de Voleibol Superior Femenino 2003 si è svolta nel 2003: al torneo hanno partecipato 10 franchigie portoricane e la vittoria finale è andata per la prima volta alle Gigantes de Carolina.

## Regolamento
La competizione prevede che le dieci squadre partecipanti si sfidino, per circa due mesi, senza un calendario rigido, fino a disputare vintidue partite ciascuna. Le prime otto classificate si classificano ai play-off scudetto: 
- ai quarti di finale è previsto un round-robin di sette incontri, con le prime quattro classificate aventi diritto a disputare quattro gare in casa, viceversa le squadre classificate dalla quinta all'ottava posizione disputano solo tre incontri casalinghi;
- alle semifinali accedono le prime quattro classificate dai quarti di finale, che si sfidano in un doppio round-robin;
- le prime due classificate al girone delle semifinali accedono alla finale scudetto, che si gioca al meglio delle sette gare.

## Squadre partecipanti
| - Chicas de San Juan - Conquistadoras de Guaynabo - Criollas de Caguas - Gigantes de Carolina - Indias de Mayagüez | - Leonas de Ponce - Llaneras de Toa Baja - Pinkin de Corozal - Rebeldes de Moca - Vaqueras de Bayamón |

## Campionato

### Regular season

#### Classifica
| Pos. | Squadra                    | Pt    | G  | V  | P  | SV | SP | Ratio | PF | PS | Ratio |
| ---- | -------------------------- | ----- | -- | -- | -- | -- | -- | ----- | -- | -- | ----- |
| 1    | Gigantes de Carolina       | 0.864 | 22 | 19 | 3  | -  | -  | -     | -  | -  | -     |
| 2    | Criollas de Caguas         | 0.682 | 22 | 15 | 7  | -  | -  | -     | -  | -  | -     |
| 3    | Llaneras de Toa Baja       | 0.682 | 22 | 15 | 7  | -  | -  | -     | -  | -  | -     |
| 4    | Indias de Mayagüez         | 0.636 | 22 | 14 | 8  | -  | -  | -     | -  | -  | -     |
| 5    | Conquistadoras de Guaynabo | 0.545 | 22 | 12 | 10 | -  | -  | -     | -  | -  | -     |
| 6    | Leonas de Ponce            | 0.545 | 22 | 12 | 10 | -  | -  | -     | -  | -  | -     |
| 7    | Pinkin de Corozal          | 0.364 | 22 | 8  | 14 | -  | -  | -     | -  | -  | -     |
| 8    | Chicas de San Juan         | 0.318 | 22 | 7  | 15 | -  | -  | -     | -  | -  | -     |
| 9    | Vaqueras de Bayamón        | 0.273 | 22 | 6  | 16 | -  | -  | -     | -  | -  | -     |
| 10   | Rebeldes de Moca           | 0.091 | 22 | 2  | 20 | -  | -  | -     | -  | -  | -     |

| Ammesse ai play-off scudetto |

## Classifica finale
| Pos | Squadra                    |
| --- | -------------------------- |
| 1   | Gigantes de Carolina       |
| 2   | Conquistadoras de Guaynabo |
| 3   | Criollas de Caguas         |
| 4   | Pinkin de Corozal          |
| 5   | Llaneras de Toa Baja       |
| 6   | Indias de Mayagüez         |
| 7   | Chicas de San Juan         |
| 8   | Leonas de Ponce            |
| 9   | Vaqueras de Bayamón        |
| 10  | Rebeldes de Moca           |

## Premi individuali
| Premio                   | Giocatrice           | Squadra                    |
| ------------------------ | -------------------- | -------------------------- |
| MVP della Regular Season | Graciela Márquez     | Llaneras de Toa Baja       |
| MVP delle finali         | Elizabeth Fitzgerald | Gigantes de Carolina       |
| MVP dello All-Star Game  | Elizabeth Fitzgerald | Gigantes de Carolina       |
| Miglior realizzatrice    | Nancy Meendering     | Indias de Mayagüez         |
| Miglior attaccante       | Nancy Meendering     | Indias de Mayagüez         |
| Miglior muro             | Yasary Castrodad     | Chicas de San Juan         |
| Miglior palleggiatrice   | Elizabeth Fitzgerald | Gigantes de Carolina       |
| Miglior libero           | Lourdes Isern        | Vaqueras de Bayamón        |
| Miglior esordiente       | Bibiana Rivera       | Leonas de Ponce            |
| Rising star              | Saraí Álvarez        | Leonas de Ponce            |
| Miglior ritorno          | Eva Cruz             | Conquistadoras de Guaynabo |
| Migliore allenatore      | Henry Collazo        | Leonas de Ponce            |
| All-Star Team            | Elizabeth Fitzgerald | Gigantes de Carolina       |
| All-Star Team            | Kristee Porter       | Gigantes de Carolina       |
| All-Star Team            | Graciela Márquez     | Llaneras de Toa Baja       |
| All-Star Team            | Nancy Meendering     | Indias de Mayagüez         |
| All-Star Team            | Jetzabel Del Valle   | Criollas de Caguas         |
| All-Star Team            | Yasary Castrodad     | Chicas de San Juan         |
| Offensive Team           | Nancy Meendering     | Indias de Mayagüez         |
| Offensive Team           | Graciela Márquez     | Llaneras de Toa Baja       |
| Offensive Team           | Kristee Porter       | Gigantes de Carolina       |
| Offensive Team           | Jennifer Kessy       | Pinkin de Corozal          |
| Offensive Team           | Sarah Butler         | Rebeldes de Moca           |
| Offensive Team           | Sarah Noriega        | Chicas de San Juan         |